# لاو دان
لاو دان (بالصينية: 劉丹) هو ممثل صيني، ولد في 18 نوفمبر 1942 بهونغ كونغ في الصين.

## وصلات خارجية
- لاو دان على موقع IMDb (الإنجليزية)
- لاو دان على موقع ميوزك برينز (الإنجليزية)
- لاو دان على موقع قاعدة بيانات الفيلم (الإنجليزية)